# Lepidocyrtus neofasciatus
Lepidocyrtus neofasciatus är en urinsektsart som beskrevs av John L. Wray 1948. Lepidocyrtus neofasciatus ingår i släktet Lepidocyrtus och familjen brokhoppstjärtar. Inga underarter finns listade i Catalogue of Life.